# Phallichthys tico
Phallichthys tico är en fiskart som beskrevs av Bussing, 1963. Phallichthys tico ingår i släktet Phallichthys och familjen Poeciliidae. Inga underarter finns listade i Catalogue of Life.